# كلوستريديوم شوفوي
المطثية الشوفوية أو مغزلي الماشية (الاسم العلمي: Clostridium chauvoei) هي نوع من البكتيريا تتبع جنس المطثية من فصيلة نظيرات المطثية. هي بكتيريا موجبة غرام لا هوائية متحركة وتسبب العدوى الشديدة بها في الماشية والأغنام مرض الجمرة النفاخية. سميت بهذا الاسم نسبة إلى عالم البكتيريا الفرنسي أوغست تشوفياو. 

## روابط خارجية
- "كلوستريديوم شوفوي". دليل الحياة. ITIS. أنواع 2000.{{استشهاد ويب}}:  صيانة الاستشهاد: آخرون (link)
- (بالfr+en) مرجع موسوعة الحياة (EOL) : Clostridium chauvoei